# Polygala fischeri
Polygala fischeri är en jungfrulinsväxtart som beskrevs av Gürke. Polygala fischeri ingår i släktet jungfrulinssläktet, och familjen jungfrulinsväxter. Inga underarter finns listade i Catalogue of Life.